# Luísa Viqueira Landa
María Luísa Viqueira Landa (La Coruña, 18 de marzo de 1918 - México, 3 de noviembre de 2014) fue una bióloga y activista española.

## Trayectoria

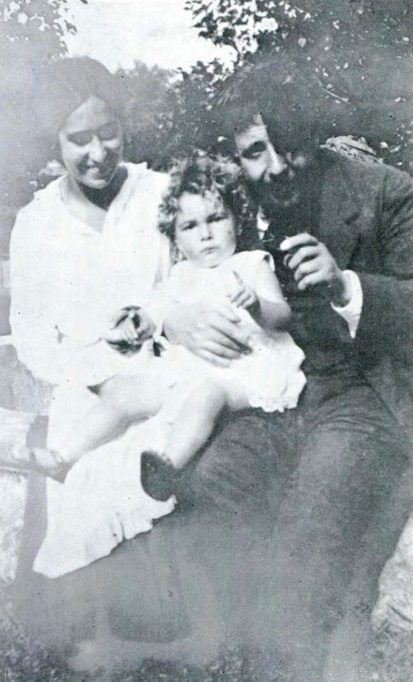
Con sus padres en 1919.

Nació en La Coruña en 1918 y fue la hija mayor de la maestra pacense Jacinta Landa y del filósofo y pedagogo gallego Xoán Vicente Viqueira, que ocupaba la cátedra de Psicología, Lógica y Ética en el Instituto Eusebio da Guarda.
Se crio entre La Coruña y el señorío de su familia paterna de Vijoi (Bergondo). Fue educada en la Institución Libre de Enseñanza, donde ya se habían formados sus dos progenitores, directamente con Francisco Giner de los Ríos.
Aprendió a hablar y leer en gallego, utilizando un método educativo ideado por su padre que mezclaba textos y dibujos. Creció en una familia acomodada, en un ambiente culto y liberal. En 1924, con seis años, se quedó huérfana de padre.
La familia se mudó a Madrid, donde su madre se convirtió en una de las fundadoras del Lyceum Club Femenino, que fue presidido por María de Maeztu. En esa ciudad, Viqueira Landa estudió junto a sus hermanos en el primer colegio multilingüe de Madrid, la Escuela Internacional Española, que había sido fundada en 1928 por José Castillejo Duarte, exsecretario de la Junta para Ampliación de Estudios e Investigación Científicas, y que entre 1929 y 1932 dirigió su madre. Después estudió en la Escuela Plurilingüe, también fundada por su madre junto con otros maestros.
Con el golpe de Estado del 18 de julio de 1936, se encontraba en Galicia de vacaciones con su madre y unos amigos. Se esconden en casa de su abuela paterna en la casa de Vijoy pero finalmente ante la llegada de un destructor inglés a Vigo huyen a Francia. Más tarde, cruzan la frontera por la zona republicana y van a Barcelona.
Allí, Viqueira comenzó a trabajar en el Consejo da Infancia Evacuada. En 1938, los niños de la guerra fueron evacuados a México y la Unión Soviética. Como voluntaria, se embarcó con un grupo de niños con destino a la Unión Soviética.
En 1939, acudió al llamado de su madre Jacinta Landa y se reunieron junto a sus hermanos en Londres, desde donde logran partir hacia Nueva York y de allí, en autobús, a México. El 6 de agosto de 1939 llegaron a Nuevo Laredo, en el estado de Tamaulipas. En México se encontraba exiliado el segundo marido de su madre, Casimiro Mahou.
 

En México inició inmediatamente su actividad política contra el fascismo, ayudando a los presos políticos españoles. A principios de los años cincuenta organizó veladas gallegas en el Centro Republicano Español, donde se enseñaba la lengua, la historia y las tradiciones gallegas. También en México, impulsó el Patronato de Cultura Gallega con Luís Soto. Ambos abandonaron el Partido Comunista de España para fundar la Unión do Povo Galego.

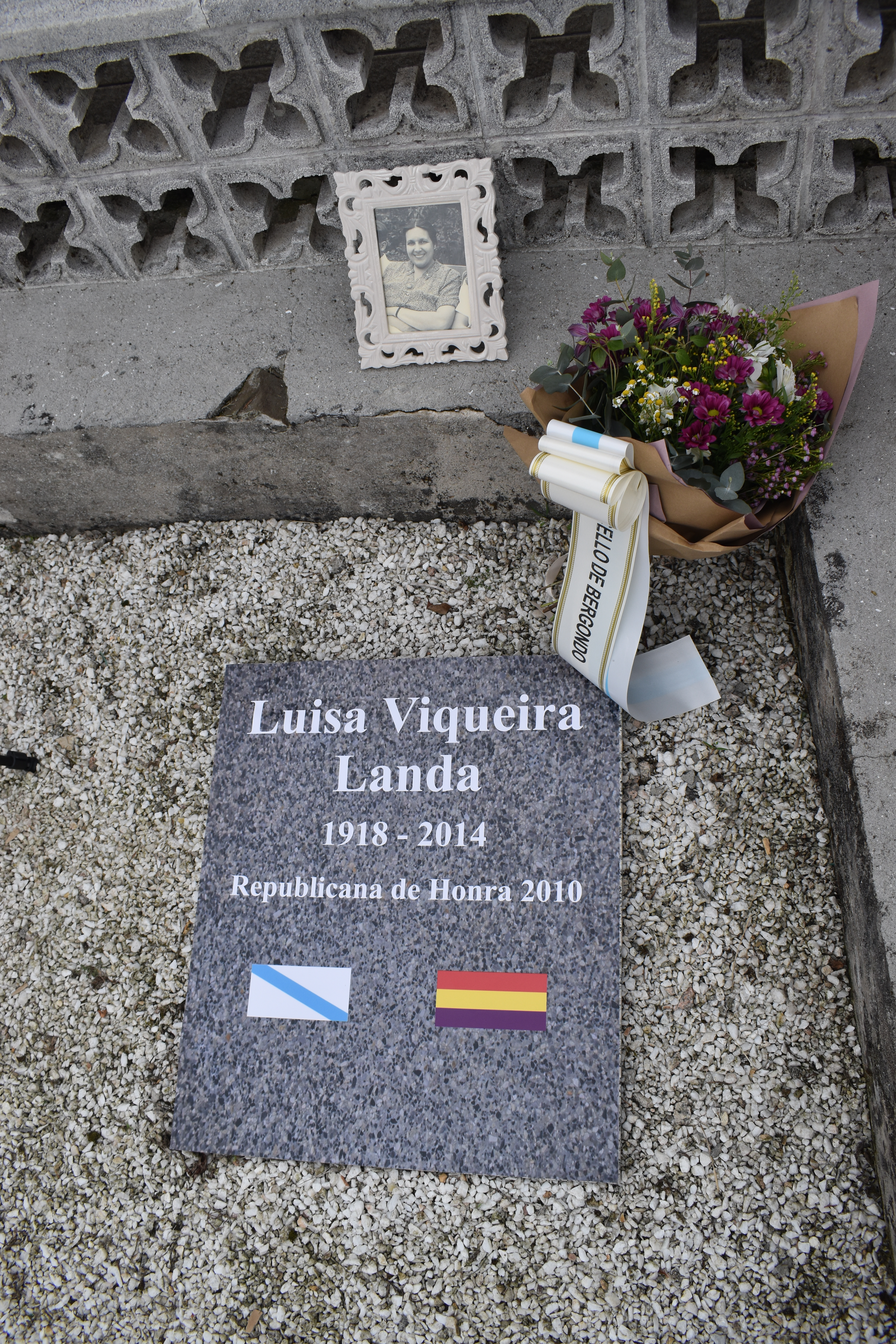
Tumba en el cementerio de Ouces.

Militante del Partido Comunista de España, integró el grupo de mujeres del Partido Comunista Mexicano y de la Unión de Mujeres Españolas Mariana Pineda, formada por españoles exiliados en México. Colaboró en la creación de la revista Vieiros, de la que fue secretaria de redacción, y presentó el programa de radio La hora de Galicia. Fue secretaria de la Delegación de la Diputación de Galicia.
Falleció en su casa de México el 3 de noviembre de 2014 después de 75 años de exilio. El 18 de abril de 2015 cenizas fueron enterradas en el cementerio de Ouces, junto a las de su padre.

## Reconocimientos
En 2010 recibió un homenaje de la Comisión para la Recuperación de la Memoria Histórica de A Coruña por su lucha contra el fascismo.